# کارسینوم تیموس
کارسینوم تیموس (انگلیسی: Thymic carcinoma) نام یک سرطان نادر غدهٔ تیموس است. این سرطان تمایل زیادی به عود دارد و میزان بقا با آن کم است.
این سرطان به ۵ نوع مختلف تقسیم می‌شود که بستگی به نوع سلول‌هایی دارد که بدخیمی در آنجا آغاز می‌شود. نام دیگر این سرطان «تیمومای نوع C» است.
مطالعه‌ای که موارد سرطان تیموس را در ایالات متحده از سال ۲۰۰۱ تا ۲۰۱۵ بررسی کرد، نشان داد که اوج بروز در سنین ۷۰ تا ۷۴ سالگی است و میزان بروز آن در مردان در مقایسه با زنان بیشتر است. پس از تیموما، سرطان تیموس دومین نوع شایع سرطان تیموس است.
کارسینوم تیموس در مراحل اولیه عموماً بدون علامت است و ایجاد علائم نشان دهنده سرطان در مرحله پیشرفته است. علائم و نشانه‌ها غیر اختصاصی هستند و شامل درد قفسه سینه، سرفه مداوم و مشکل در تنفس می‌شوند که مربوط به فشرده‌سازی پیشرونده تومور بر ساختارهای دیواره قدامی قفسه سینه است. سندرم ورید اجوف فوقانی ممکن است با کارسینوم تیموس مرتبط باشد. کارسینوم تیموس به ندرت با سندرم پارانئوپلاستیک مرتبط است، برخلاف تیموما که ارتباط قوی با میاستنی گراویس دارد.
درمان کارسینوم تیموس به مرحله بیماری بستگی دارد، اگرچه برداشتن اولیه کل تومور یا برداشتن تومور با جراحی، روش درمان استاندارد است. بیمارانی که تومورشان به‌طور کامل برداشته شده است، ممکن است تحت پرتودرمانی بعدی قرار گیرند و همچنین ممکن است به شیمی‌درمانی نیاز داشته باشند. برای افرادی که تومورشان به‌طور ناقص برداشته شده است، شیمی درمانی با یا بدون پرتودرمانی و به دنبال آن تکرار جراحی ممکن است ضروری باشد. سایر گزینه‌های درمانی شامل هورمون‌درمانی، درمان هدفمند و ایمونوتراپی تجربی است.
از آنجایی که سرطان تیموس معمولاً در مراحل پیشرفته تشخیص داده می‌شود، پیش‌آگهی ضعیفی دارد، به طوری که برخی مطالعات تخمین می‌زنند که ۳۰ تا ۵۵ درصد از بیماران ۵ سال پس از تشخیص زنده می‌مانند. عود بیماری پس از برداشتن کامل تومور شایع است، به طوری که یک سری موارد، میزان عود را تا ۵۰ درصد نشان داده است.